# Dobrzelin
Dobrzelin [pronunciación en polaco: /dɔˈbʐɛlin/] es una aldea en el distrito administrativo de Gmina Żychlin, dentro del condado de Kutno, voivodato de Łódź, en el centro de Polonia. Se encuentra a unos 2 kilómetros al sur de Żychlin, 18 kilómetros al este de Kutno, y a 51 kilómetros al norte de la capital regional Łódź.
El pueblo tiene una población de 1.400 habitantes.